# 투표함

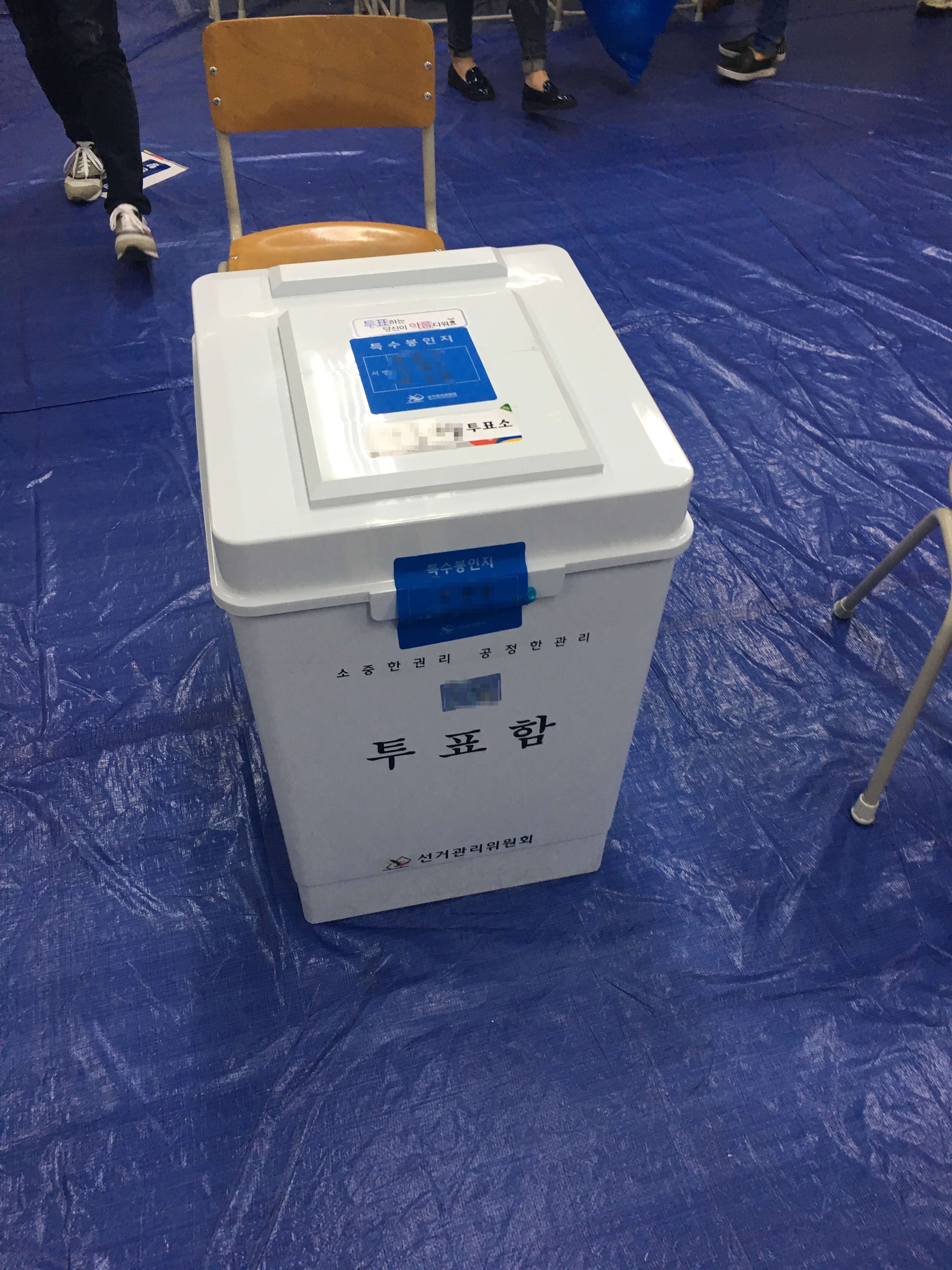
2016년 대한민국 국회의원 선거의 투표함

투표함(投票函, 영어: ballot box, ballot drop box)는 투표를 마치고 투표용지를 넣는 상자다. 영어의 Ballot box라는 단어는 투표용지 대신 작은 공(ball)을 사용하는 투표 시스템에서 유래했다.
보통 투표함은 투표소에 있지만, 아일랜드·이탈리아·러시아 등 일부 국가에서는 투표소로 이동할 수 없는 사람들의 집으로 가져가는 휴대용 투표함도 있다.
선거가 끝나면 모든 투표함을 특정한 한 곳으로 가져가 집계를 하거나, 또는 각각의 투표소에서 투표함을 집계하여 개표 결과를 발표한다(선거구 개표).

## 투명 투표함
대한민국·미국·영국·일본 등에서는 불투명 투표함을 사용하지만, 프랑스·그리스·러시아·우크라이나 등 일부 국가에서는 투명 투표함을 사용한다. 투명 투표함을 사용하는 것은 선거 시작 전에 상자가 비어 있다는 것을 사람들에게 보이기 위함이다.

## 갤러리

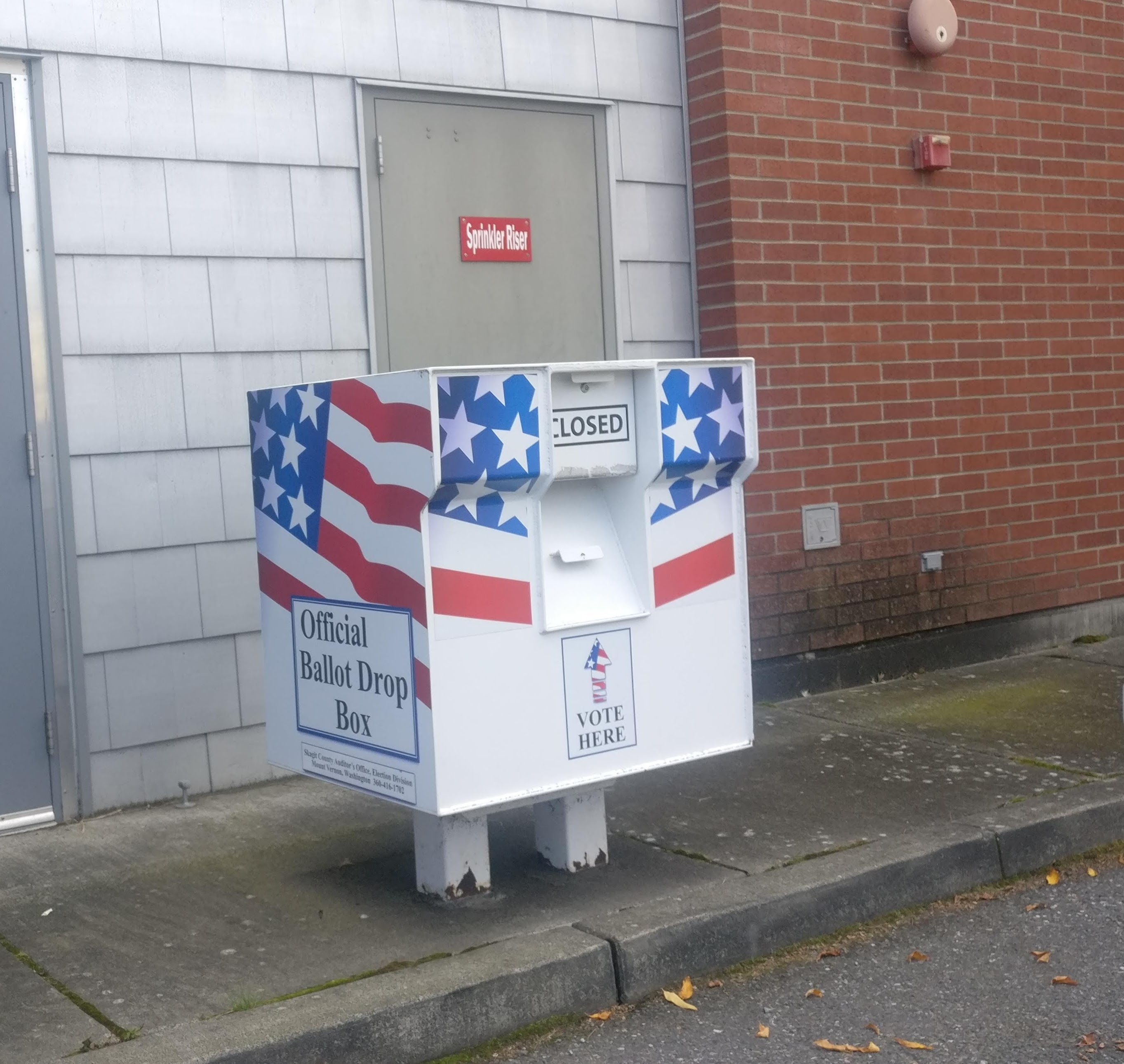
2020년 미국 대통령 선거
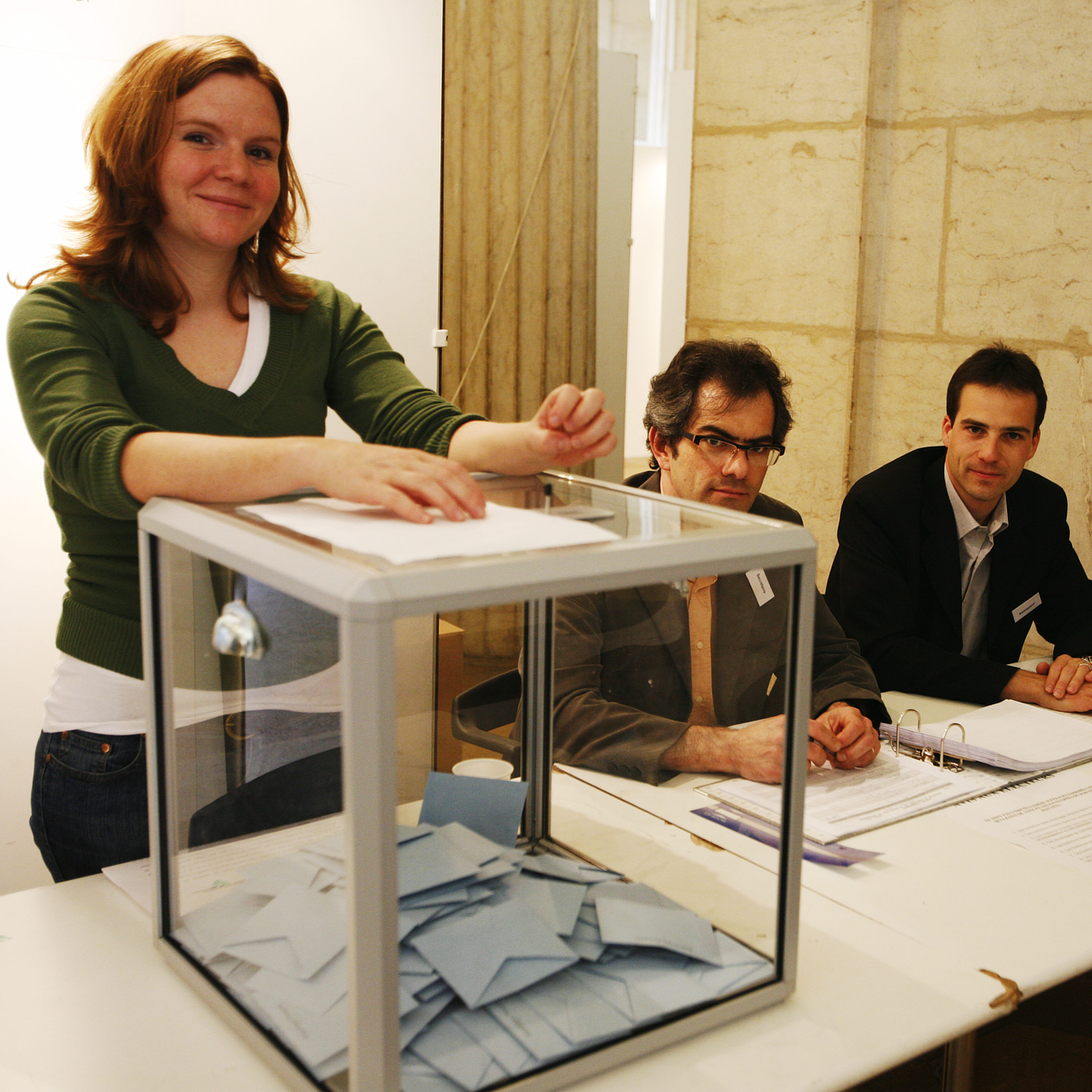
2007년 프랑스 대통령 선거
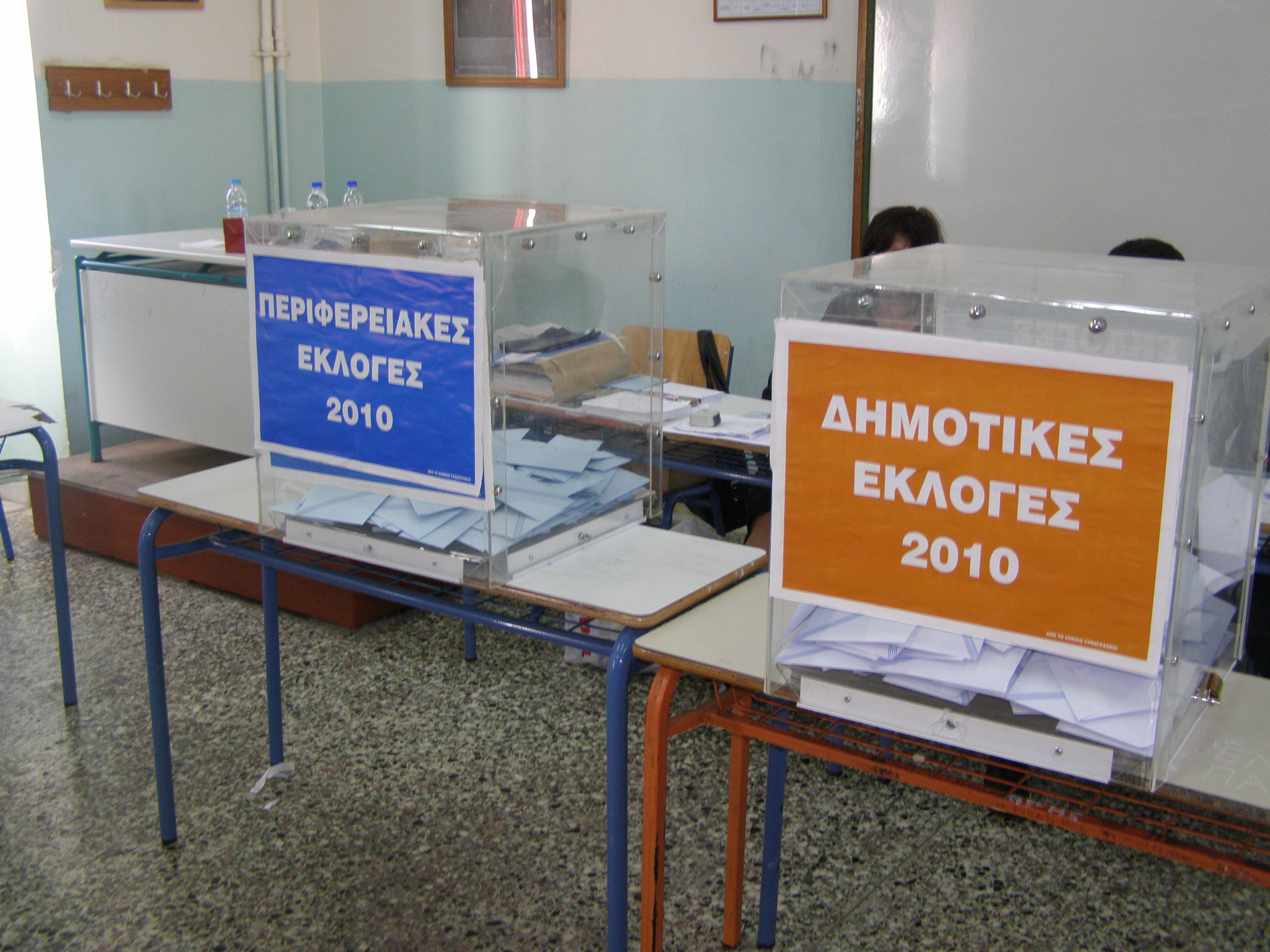
2010년 그리스 지방선거
2021년 노르웨이 총선
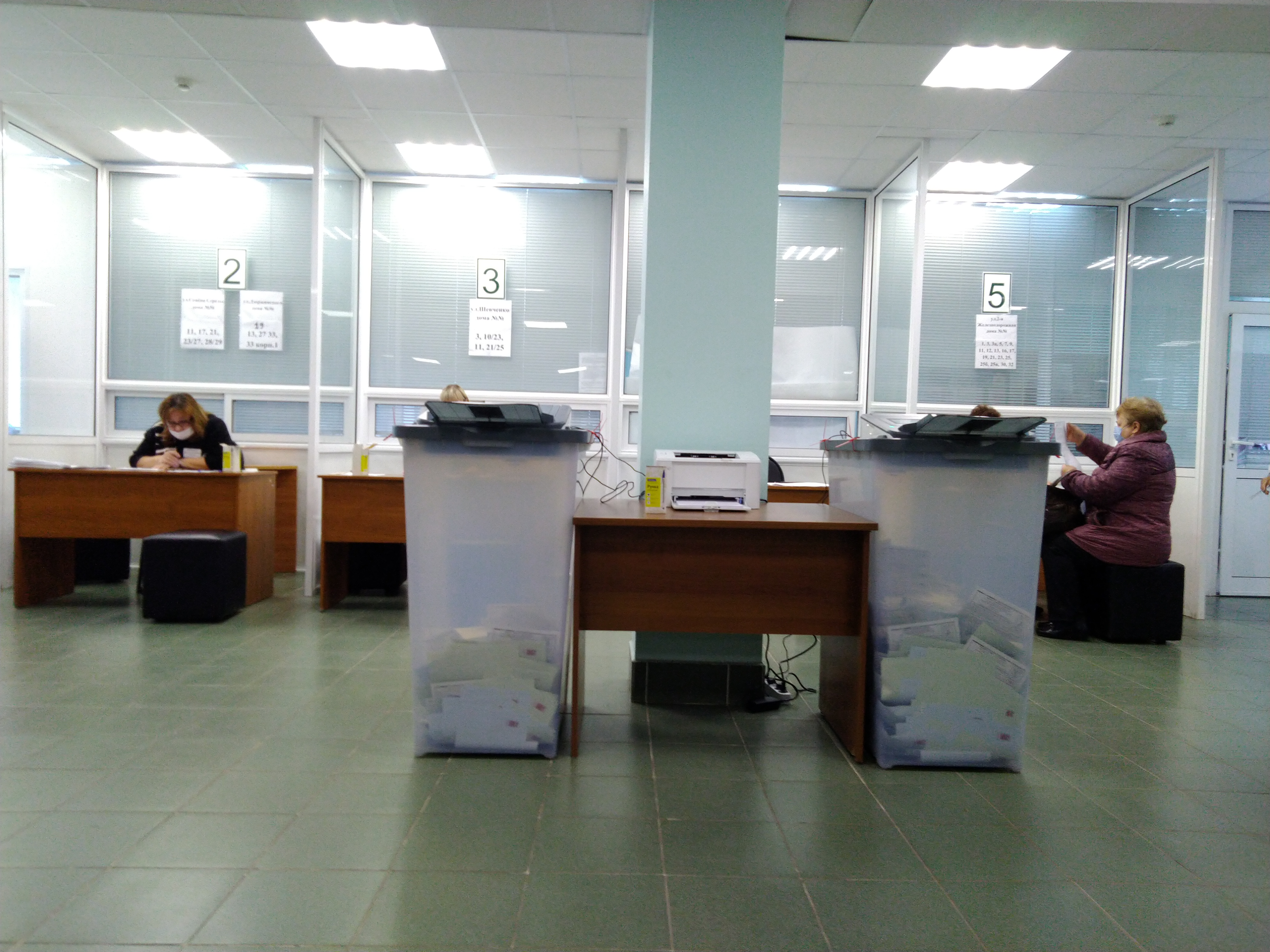
2021년 러시아 의회선거
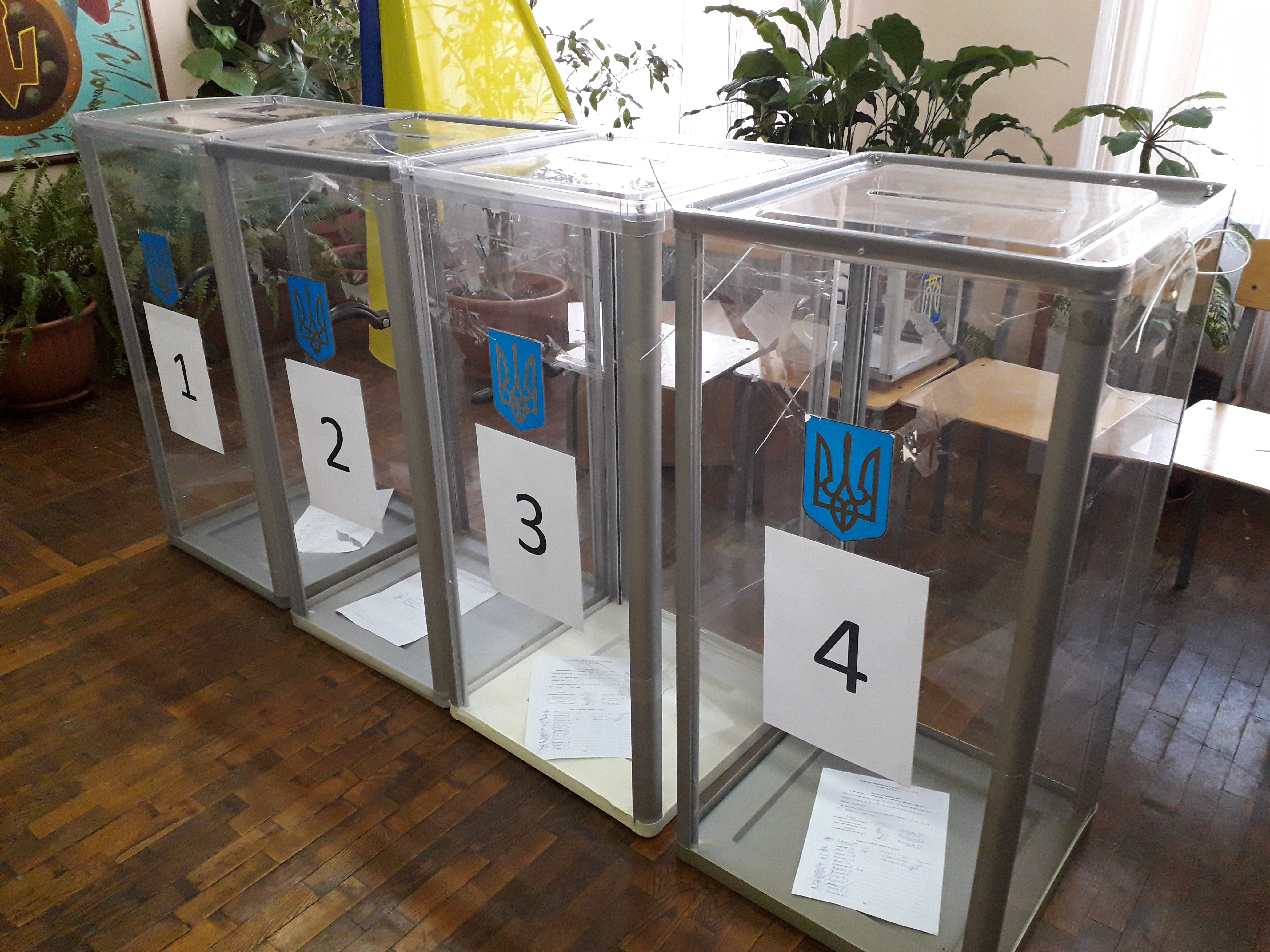
2019년 우크라이나 대통령 선거
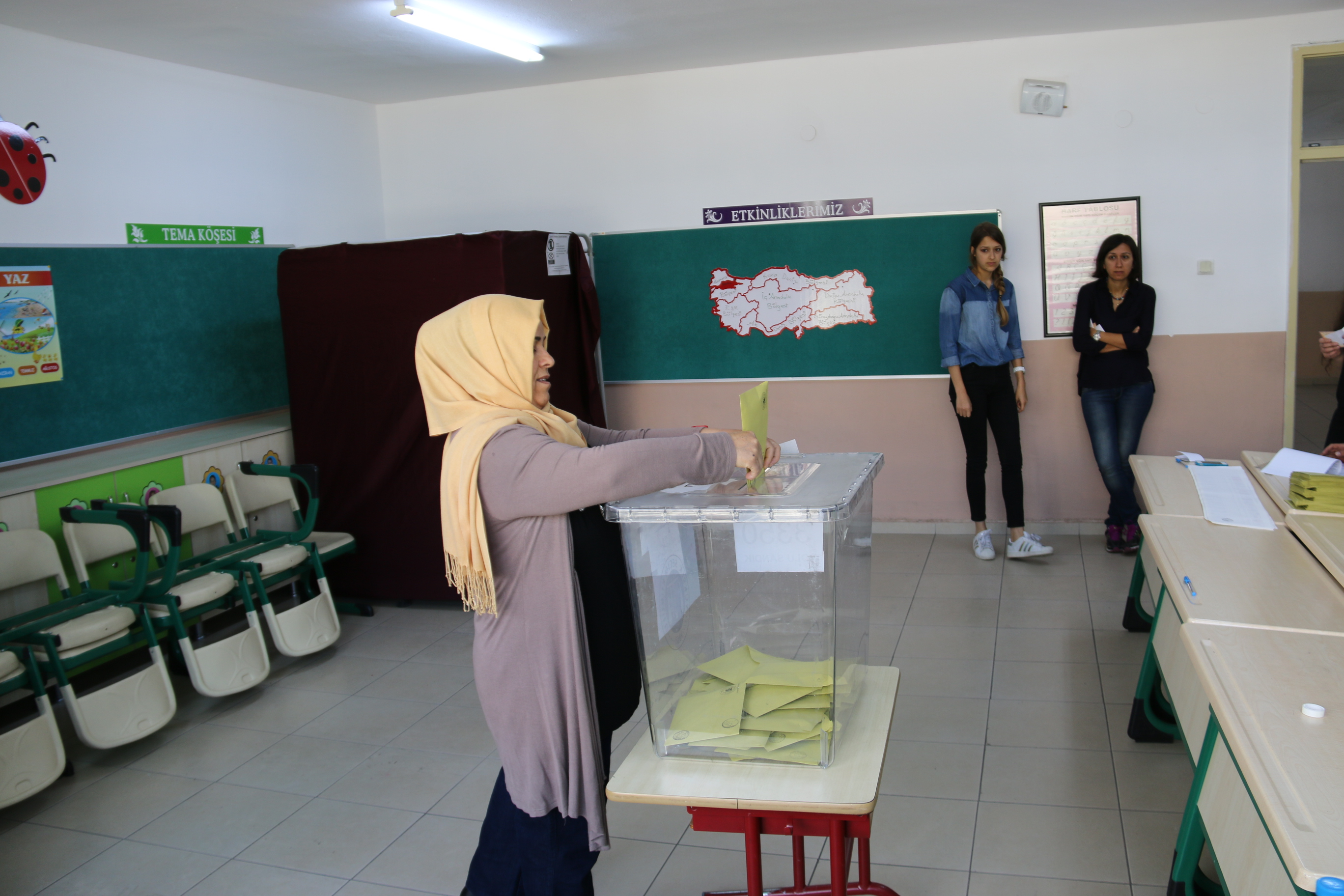
2015년 6월 터키 총선
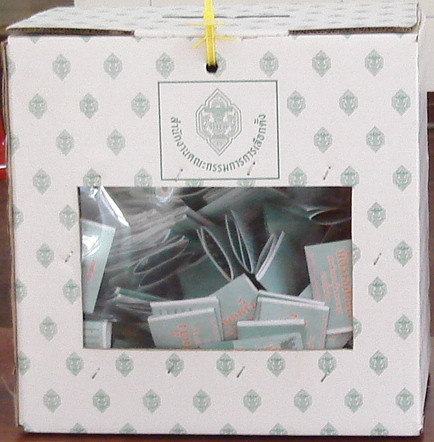
2007년 태국 총선거
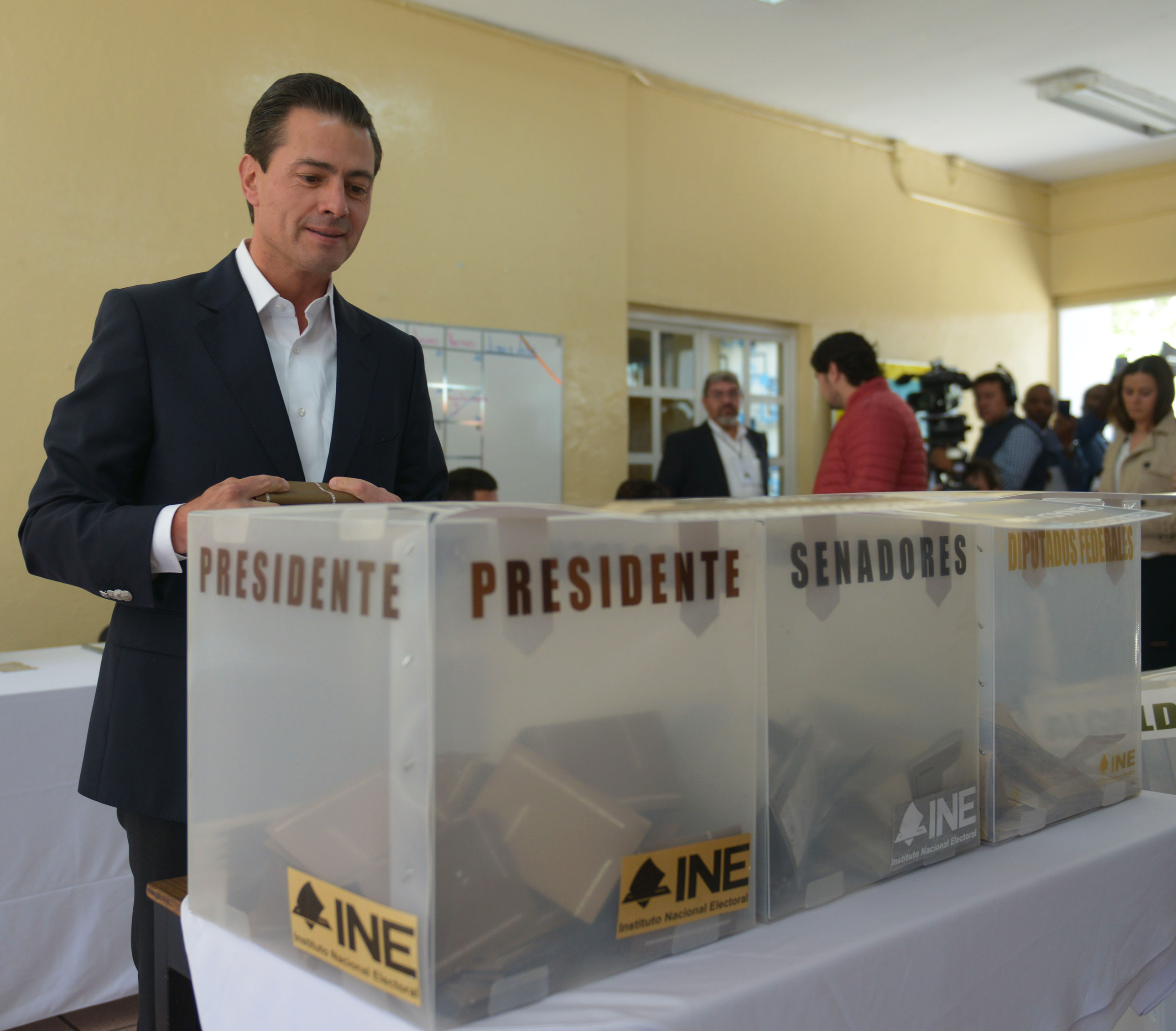
2018년 멕시코 대통령 선거
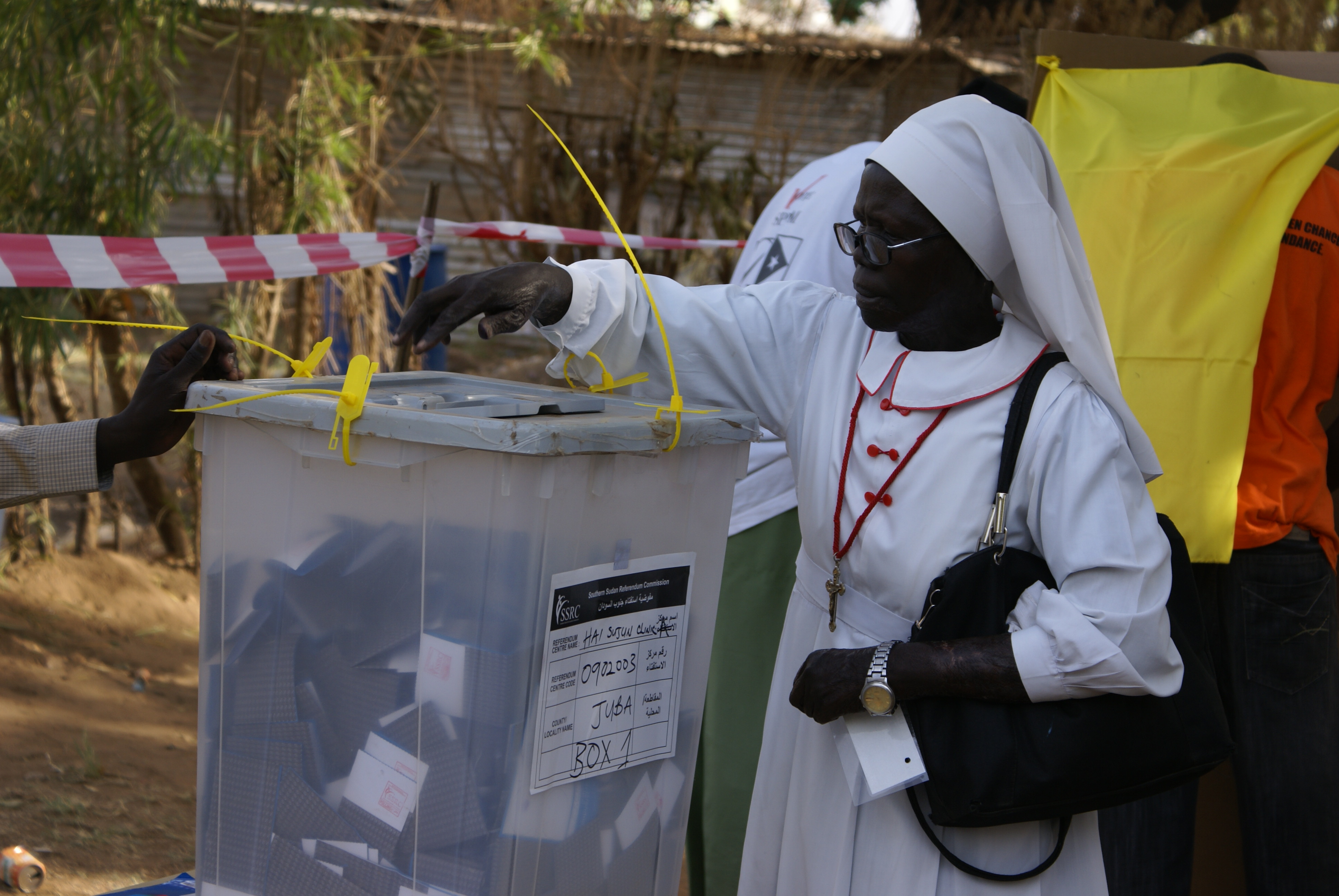
남수단의 투표함
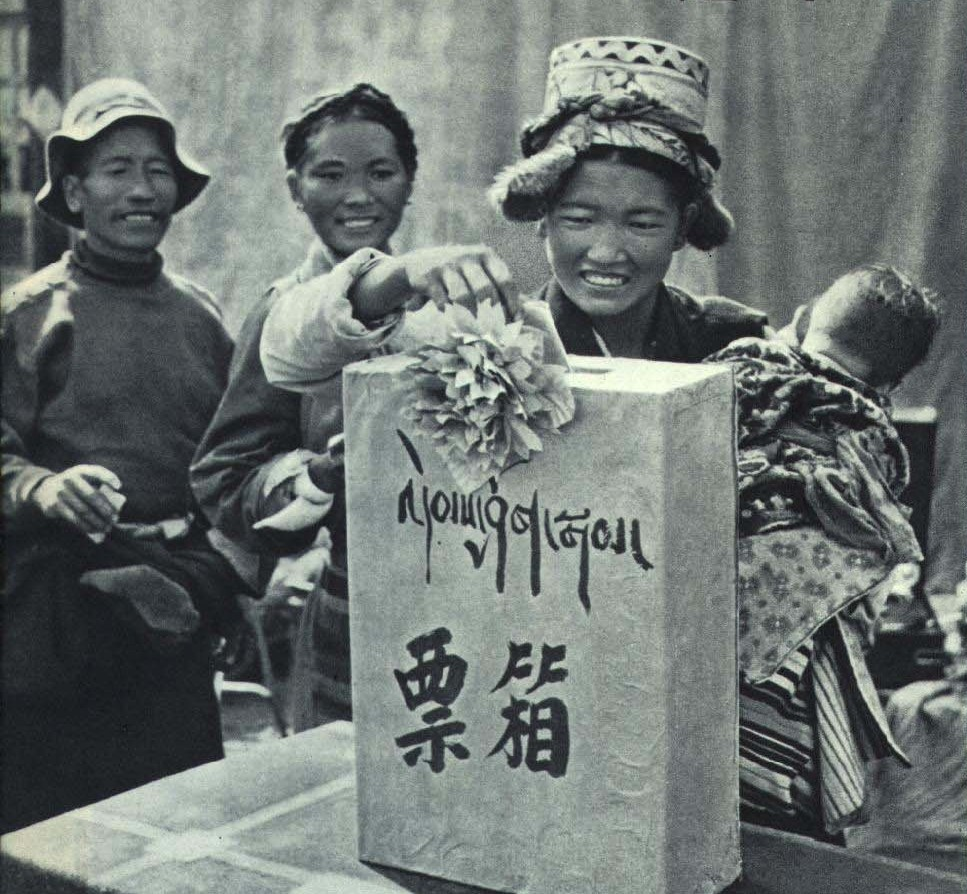
1963년 중국 티베트 자치구의 투표함
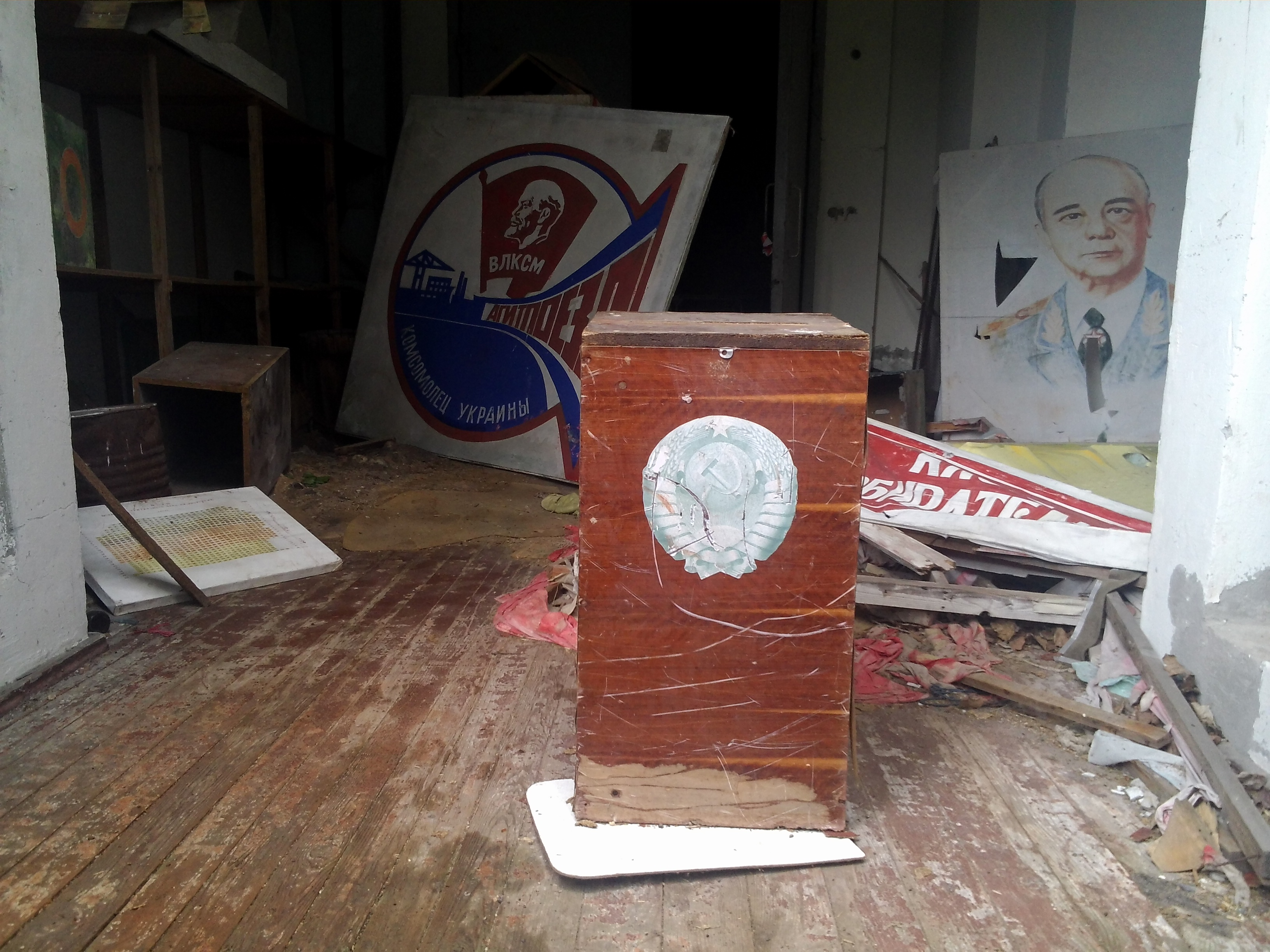
소련의 투표함 (프리피야트)
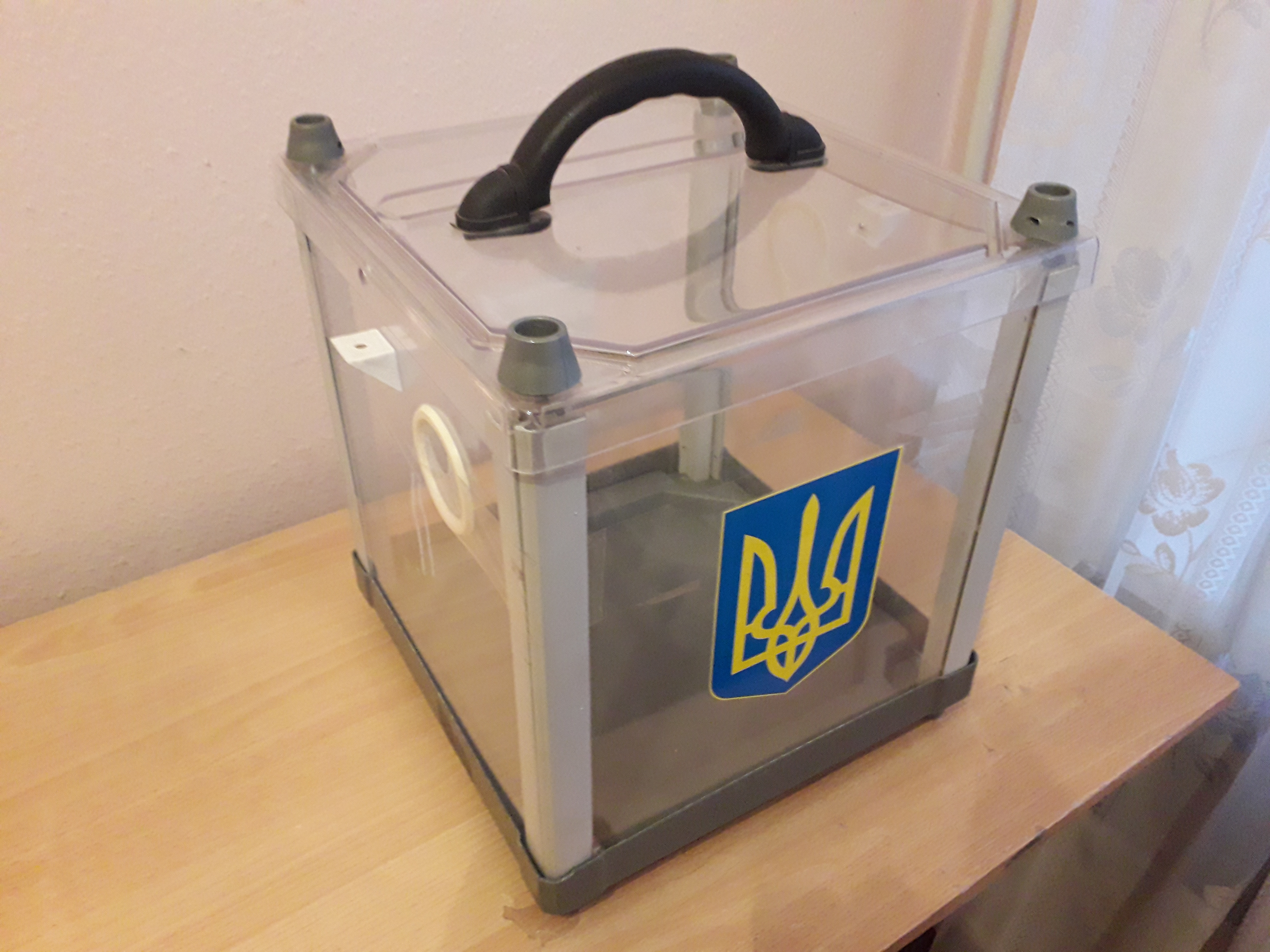
우크라이나의 휴대용 투표함

## 같이 보기
- 투표용지
- 비밀 선거